# شهریارک سیاه‌چهره
شهریارک سیاه‌چهره (نام علمی: Monarcha melanopsis) نام یک گونه از سرده شهریارک‌های اصلی است.